# Julius Caesar
Gaius Julius Caesar (Latijnse uitspraak: [ˈgaːius ˈjuːlius ˈkaɪsar]; Latijn: C·IVLIVS·C·F·C·N·CAESAR, of Gaius Iulius Gaii filius Gaii nepos Caesar; na 42 v.Chr. IMP·C·IVLIVS·CAESAR·DIVVS, of Imperator Gaius Iulius Caesar divus) (Rome, 12 of 13 juli ± 100 v.Chr. – aldaar, Idus van maart (15 maart) 44 v.Chr.) was een Romeins politicus, generaal en schrijver. Hij doorliep zowel een militaire als politieke loopbaan en werd na de verovering van Gallië en de daaropvolgende burgeroorlog tegen Pompeius dictator van het Romeinse Rijk. Door zijn bewind werd de Romeinse Republiek omgevormd tot het Romeinse Keizerrijk. Hij wordt meestal kortweg Julius Caesar of Caesar genoemd.

## Afkomst
Gaius Julius Caesar was de zoon van Gaius Julius Caesar en Aurelia Cotta. Terwijl zijn vader het niet verder bracht dan praetor, bekleedden Caesars oom Sextus Julius Caesar, zijn aangetrouwde oom Gaius Marius, zijn grootvader aan moederszijde Lucius Aurelius Cotta maior, de broer van zijn moeder Lucius Aurelius Cotta minor en de vader van zijn grootmoeder Marcia, Quintus Marcius Rex allen de functie van consul. Langs de kant van de Gens Julia voerde hij zijn afkomst terug op Julus, een zoon van Aeneas, en dientengevolge een kleinzoon van Venus. Via de tak van de gens Marcia van zijn grootmoeder Marcia, die het cognomen Rex droegen, kon hij zijn afkomst terugvoeren op Ancus Marcius, vierde legendarische koning van Rome en kleinzoon van de tweede legendarische koning van Rome, Numa Pompilius. Zijn oom Gaius Marius was een van de vooraanstaande mannen van zijn tijd en was een leidende figuur binnen de populares. Langs moederskant was hij verbonden met de tak van de Aurelii Cottae, die verscheidene consules leverden aan de Romeinse Republiek, én met de gens Claudia.

## Uiterlijk
Caesar werd veelvuldig afgebeeld op munten en in de vorm van antieke bustes. Op munten werd hij meestal afgebeeld met een lang en mager hoofd met een opvallende haakneus. Suetonius schreef dat Caesar erg onder zijn kaalheid leed en die steeds wilde verbergen, maar hij beschreef Caesars gezicht met de woorden paulo pleniore ("aan de volle kant"). In 2007 werd een levensgrote buste gevonden van Caesar, opgedoken door archeologen uit de Rhône, midden in de stad Arles. Deze buste toont een ouder wordende man met rimpels en ingevallen wangen. De buste zou dateren uit 46 voor Christus, het jaar waarin Caesar Arles een bevoorrechte positie gaf als Romeinse stad. Het borstbeeld is misschien in het water gegooid na de moord op Caesar, omdat het in die tijd beter was niet als een aanhanger van hem gezien te worden. De vondst is extra bijzonder, omdat het waarschijnlijk het oudste beeld is van Caesar dat ooit is gevonden en misschien zelfs het enige dat nog tijdens het leven van Caesar is vervaardigd. Wereldwijd zijn ongeveer twintig antieke bustes van Julius Caesar bekend. Het bericht over de vondst werd op 13 mei 2008 naar buiten gebracht door het Franse instituut voor archeologisch onderzoek onder water DRASSM (Département des recherches archéologiques subaquatiques et sous-marines). Of het borstbeeld inderdaad Caesar voorstelt, staat niet vast, maar is wel aannemelijk, vier experts zijn het hierover eens.

## Levensloop

### Jeugd
Caesar werd op 12 of 13 juli 100 v.Chr. geboren in de Subura, een van de dichtstbevolkte en slechte wijken van Rome. Dit was niet bepaald een wijk waar men als lid van een oude voorname patricische familie wenste geboren te worden, maar de Caesares waren door de eeuwen heen verpauperd. Omdat zijn vader Gaius Julius Caesar Strabo druk doende was zijn sporen te verdienen in de Romeinse politiek, o.a. met verschillende functies in de provincie Asia, werd de jonge Caesar door zijn moeder Aurelia Cotta opgevoed. Ze deed dit zo goed dat zelfs iemand als Tacitus - niet bepaald bekend om zijn respectvolle houding tegenover vrouwen - haar prees. Rond zijn tiende jaar ontving Caesar onderwijs van Marcus Antonius Gnipho, een bekend specialist in de Griekse en Latijnse letteren, waarbij hij de werken van Homerus in het Grieks en in de oude Latijnse vertalingen van Lucius Livius Andronicus las. Hij leerde ook paardrijden, zwemmen en zwaardvechten.
De jonge Caesar leek aanleg te hebben voor de redenaarskunst en hij zal dan ook vaak het Forum Romanum bezocht hebben waar redenaars op de rostra hun redevoeringen afstaken. Nadat hij op 15 maart 85 v.Chr. uit handen van zijn vader de toga virilis (het teken van volwassenheid) had ontvangen, kon de carrière van de jonge Caesar beginnen, maar nog voor Caesar de leeftijd van 16 had bereikt, overleed zijn vader onverwacht toen hij zich 's ochtends aankleedde. Hierdoor werd Caesar pater familias met de patria potestas (absolute gezag over alle leden van zijn familie), hoewel zijn moeder in de praktijk haar invloed liet gelden op Caesar. Caesar schreef intussen enkele tragedies en gedichten.

### Begin van een loopbaan
In deze tijd (88 v.Chr.) woedde er een bloederige burgeroorlog tussen Lucius Cornelius Sulla enerzijds en de Populares geleid door Gaius Marius en Lucius Cornelius Cinna anderzijds. Deze strijd ging niet alleen over macht, maar ook over de vraag hoe het Romeinse Rijk bestuurd diende te worden, aangezien het oude systeem dat voor een stadstaat bedacht was niet meer werkte voor het grote rijk dat het intussen geworden was. Daarnaast had de stad te maken met steeds meer arme mensen die in de stad kwamen wonen. De Populares wilden daarom hervormingen. Marius en Cinna wonnen de strijd en aangezien de vader van Caesar destijds partij voor hen had gekozen werd Caesar in 84 v.Chr. voorgedragen als flamen Dialis, de priester van Jupiter en meest sacrale persoon van Rome. Hij verbrak zijn verloving met de dochter van een eques om de patricische Cornelia Cinna minor, dochter van Cinna de leider van de populares, te huwen.

### Vertrek uit Rome
In 82 v.Chr. kwam Sulla alsnog aan de macht. Om zijn grote aantal tegenstanders te bestrijden liet hij prijzen op hun hoofden zetten en hen vogelvrij verklaren. Dit ging via de zogenaamde proscripties, lijsten die langs de straten werden geplakt met daarop de namen van deze mensen. De toen zeventien jaar oude Julius Caesar verloor zijn functie als priester en zijn bezittingen. Sulla dwong hem ook om van Cornelia te scheiden, omdat ze door haar vader met de populares verbonden was. Toen hij dit weigerde kwam hij ook op zo'n lijst en moest onderduiken. Het is moeilijk in te schatten in hoeverre het ambt van flamen Dialis - dat door allerlei regels gebonden was - Caesars carrière zou hebben belemmerd. De flamen Dialis mocht immers geen leger onder de wapenen zien, wat Caesars verovering van Gallië niet zou hebben bevorderd.
Caesar moest doorlopend van schuilplaats wisselen en kreeg waarschijnlijk malaria. Na bemiddeling door zijn moeders familie, aanhangers van Sulla en mogelijk zelfs de Vestaalse maagden kreeg Caesar amnestie. Caesar moest wel op het matje komen bij Sulla en het verhaal gaat dat Sulla meteen spijt had, omdat hij in Caesar een potentiële gevaarlijke vijand zag. Sulla sprak waarschuwende woorden dat Caesar ooit een gevaar voor het rijk zou worden. Omdat Sulla elk moment van mening kon veranderen verliet Caesar Rome. Hij zou aan een loopbaan beginnen in het Romeins leger en vechten in Asia en Cilicië, o.a. onder Publius Servilius Vatia. Hij zou vaak grote risico's nemen en op de voorgrond treden om zich te bewijzen. Bij de slag om Mytilini op Lesbos (81 v.Chr.) verdiende hij de corona civica ("burgerkroon"), voor zijn moed in de strijd en het redden van een medeburger.
In 80 v.Chr. werd Caesar aangesteld als ambassadeur aan het hof van Nicomedes IV van Bithynië om de Romeinen van zijn steun te verzekeren. Mogelijk omdat hij wel erg lang aan het hof bleef staken geruchten op dat Caesars relatie met Nicomedes van een homoseksuele aard zou zijn. Homoseksueel gedrag was in de Hellenistische wereld min of meer geaccepteerd, voor een Romeinse gezant was het in Romeinse ogen daarentegen onacceptabel dat Caesar de passieve partner in een dergelijke verhouding zou zijn geweest. Het gerucht dat hij "de vrouw van Nicomedes" was geweest deed afbreuk aan Caesars reputatie en zou hem nog lang achtervolgen.
Toen Sulla in 78 v.Chr. stierf keerde Caesar terug naar Rome. Hij had niet veel bezit en ging aan het werk als advocaat. In 75 v.Chr. was de 25-jarige Caesar op weg naar Rhodos in de Egeïsche Zee om les te krijgen in de retorica. Onderweg werd hij gevangen genomen door Cilicische piraten. Dit zou een legendarisch verhaal worden. De piraten eisten een losgeld van 20 talenten in zilver, maar de arrogante Caesar vond dit veel te weinig en stelde een bedrag van 50 voor. Tijdens zijn gevangenschap ontstond er een vorm van vriendschap tussen hem en de piraten. Hij oefende zijn retorica op hen en vertelde hen dat hij ze na zijn vrijlating zou kruisigen. De piraten lachten hier uiteraard om, maar na zijn vrijlating, na 38 dagen, organiseerde hij een strafexpeditie tegen zijn kidnappers. De meesten van hen werden gevangen en gekruisigd, maar omdat ze ook vrienden waren geweest, liet hij hen eerst doden.

### Caesars politieke loopbaan neemt een vlucht

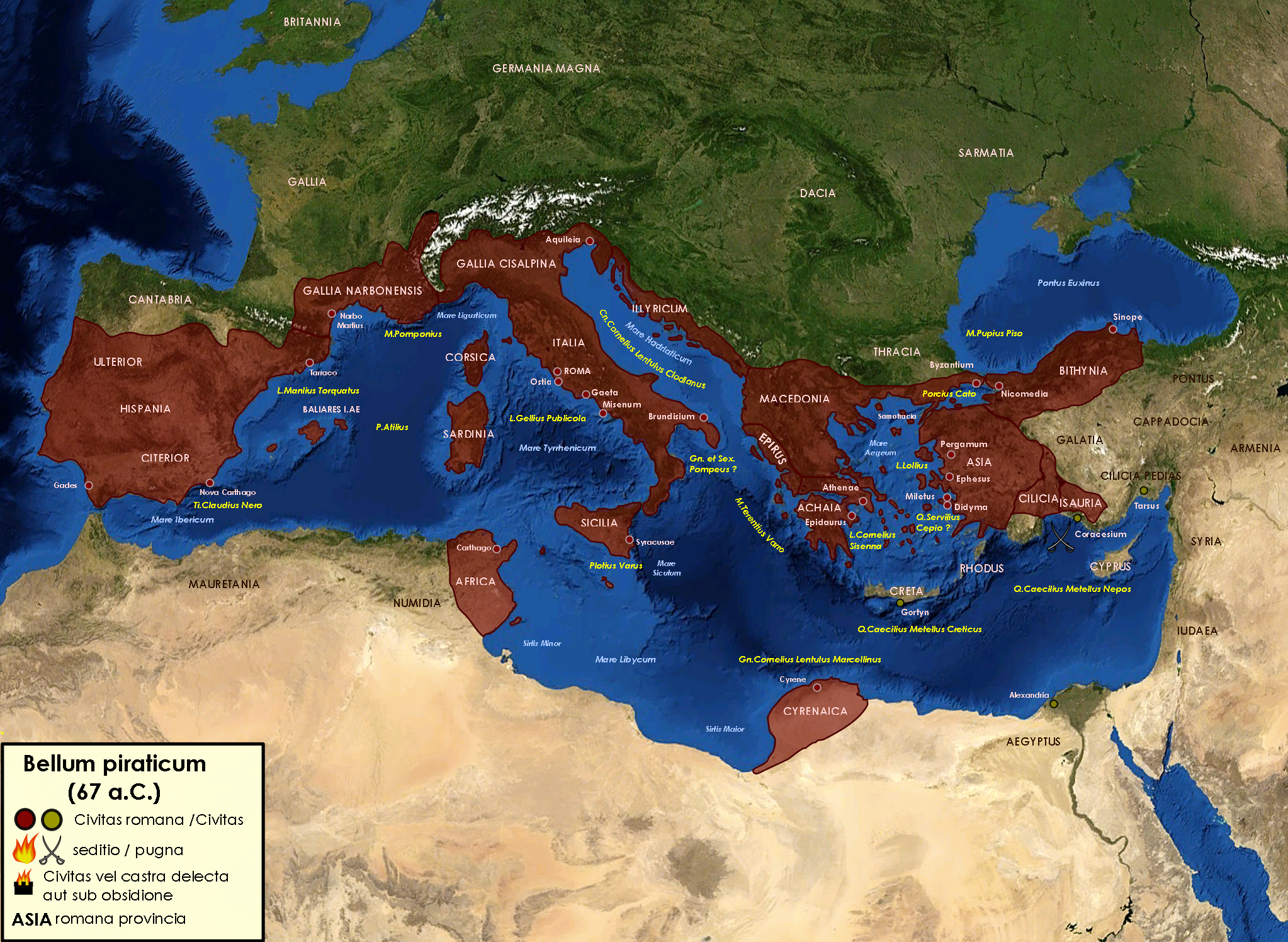
De kaart van het Middellandse Zeegebied voordat Caesar Gallië zou veroveren. In bruin het Romeinse Rijk. Gallië en Egypte zijn dan nog niet in Romeinse handen net als grote delen langs de Noord-Afrikaanse kust.

Nu Caesar zich bewezen had in de strijd en zijn trouw aan de populares had getoond, werd het tijd dat hij zijn verdiensten in politieke winst kon omzetten. De gelegenheid zou zich weldra voordoen om zijn politieke carrière te lanceren en aldus te beginnen aan wat toen nog een doorsneecarrière leek te zullen worden. Hij liet zich sponsoren door Crassus. Crassus op zijn beurt steunde vaker politici die zich op die manier aan hem bonden en wanneer ze een ambt bemachtigden (bijvoorbeeld als gouverneur van een provincie) hun schuld konden terugbetalen. Grepen ze naast een ambt dan kwamen ze vaak diep in de schulden. Dit leidde ertoe dat ze tot alles bereid waren om hogerop te komen. Crassus was de tegenstander van Pompeius die ook tegen Spartacus gevochten had en een groot deel van de eer opstreek. Caesar koos dus partij. Hij leende veel geld om mensen om te kopen en gaf grote feesten voor het volk. Ook had hij (ondanks zijn huwelijk) talloze affaires met vrouwen.
Caesar werd gekozen tot tribuun en in 69 v.Chr. werd hij quaestor. In dit jaar overleed zijn echtgenote Cornelia Cinna minor en zijn tante Julia, de echtgenote van Gaius Marius. Hij hield een opvallende lijkrede voor beide dames, die als propaganda voor de populares diende. Hierna diende hij als quaestor in de provincie Hispania Ulterior zonder noemenswaardige incidenten. Het verhaal gaat dat hij hier een standbeeld van Alexander de Grote tegenkwam en het hem ermee confronteerde dat hij nog lang niet zo veel bereikt had als deze veroveraar. Hij zou later als propraetor terugkeren naar deze provincie.
In 67 v.Chr., terug in Rome, was hij nog curator van de Via Appia. Datzelfde jaar zou hij ook Pompeia Sulla huwen. Het jaar daarop werd hij aangesteld als iudex quaestorius (rechter). Intussen was Pompeius bezig zijn bliksemcarrière uit te bouwen door de Middellandse Zee van piraten - die ook Caesar gevangen hadden genomen - te ontdoen en vervolgens tegen Mithridates VI van Pontus ten strijde te trekken. De machtsstrijd tussen Pompeius en Crassus was nog lang niet voorbij. Hoewel hij samen met Marcus Calpurnius Bibulus aedilis curulis was in 65 v.Chr., kreeg Caesar de meeste eer voor de spelen die ze beiden financierden. Zo liet Caesar 320 paren gladiatoren aantreden, die getraind waren in eigen kazernes, wat sommige senatoren met afschuw deed terugdenken aan de recente gebeurtenissen met Spartacus.
In 63 v.Chr., het jaar dat Marcus Tullius Cicero consul was, zette Caesar zijn zinnen op het ambt van pontifex maximus, de hoogste priester. Ook hiervoor stak hij zich diep in de schulden. Hij werd inderdaad gekozen. Vanaf nu leefden hij en zijn vrouw in luxe en hadden ze een huis op het Forum Romanum. Het was in dit jaar dat de Catilinarische samenzwering uitkwam, waarin Caesar misschien een rol heeft gespeeld. Hij verzette zich in ieder geval tegen het terechtstellen van burgers, ook al waren het samenzweerders. Het jaar daarop werd Caesar verkozen als praetor. Hij liet zich scheiden van Pompeia Sulla, nadat haar minnaar Publius Clodius Pulcher zich als vrouw verkleed het huis van Caesar had weten binnen te werken om haar tijdens een Bona Deaceremonie te ontmoeten. Hier waren alleen vrouwen toegestaan en dit leidde tot een groot schandaal.
In 61 v.Chr. ging hij voor het ambt van propraetor in Hispania Ulterior, een gebied dat hij zoals gezegd al als quaestor bezocht had. Het ambt als propraetor was populair, omdat men zich min of meer als alleenheerser over een provincie kon ontfermen en naar eigen inzicht belasting kon innen en uitgeven. Caesar vocht tegen lokale stammen. Tijdens de gevechten werden ook Romeinse dorpen geplunderd. Zijn troepen gaven hem hier de titel Imperator. Caesar vergaarde genoeg rijkdom om een deel van zijn schulden af te betalen.

### HetTriumviraat
Tot zover leek Caesars carrière niet opvallend, maar dat weerhield hem er niet van grote ambities te koesteren. Hij had zijn zinnen gezet op het consulaat, maar zag in dat de inimicitia (vijandschap) tussen Crassus en Pompeius een constante bedreiging was voor zijn carrière. Door de vechtende fracties was de senaat niet meer in staat om zelfs over kleine zaken te beslissen en de angst groeide voor een nieuwe burgeroorlog. Caesar besloot te doen wat nog nooit iemand voor hem gedaan had: hij zou trachten de inimicitia tussen de twee voornaamste mannen van Rome te overbruggen. In 60 v.Chr. slaagde Caesar in zijn opzet. De twee zouden voortaan alles in samenspraak doen. Pompeius had het leger, Crassus het geld en Caesar zou als dienende consul optreden. De triumviri (driemannen) kwamen overeen dat er in de staat niets zou gebeuren dat een van de triumviri tegenstond. Met de hulp van Crassus en Pompeius zou Caesar tot het ambt van consul worden gebracht. Eens consul moest hij dan een wet doordrukken die Pompeius' veterani grond schonk en nieuwe pachtbelastingen voor de provincia Asia. Om de triumviri nauwer met elkaar te verbinden huwt Pompeius in 59 v.Chr. Caesars dochter Julia, uit Caesars eerste huwelijk met Cornelia.
Er was wel een nieuw probleem. Cato, de grootste tegenstander van het triumviraat, wist erdoor te drukken dat naast Caesar nog een medeconsul werd aangewezen, Bibulus. Bibulus zou de besluitvorming zoveel mogelijk saboteren, o.a. door thuis te blijven, zodat er niks besloten kon worden met de smoes dat hij een slecht voorteken had gezien. Caesar maakte niet alleen gebruik van zijn politieke macht, maar ook van straatbendes die dwarsliggende senatoren mishandelden, thuis en zelfs in het gebouw van de senaat. Caesar zorgde ook regelmatig voor opstanden in de hoofdstad. Toen Caesar, Pompeius en Crassus met een wet kwamen waarmee landbouwgrond herverdeeld zou worden zette Pompeius de stad vol met soldaten om de weerstand te breken. Hiermee gaf het Triumviraat zichzelf bloot. Bibulus werd door een menigte van het Forum verdreven en durfde de rest van het jaar zijn woning niet meer te verlaten uit angst om door aanhangers van Caesar te worden vermoord. Deze periode werd satirisch ook wel het gedeeld consulschap van Julius en Caesar genoemd.

### Verovering van Gallië

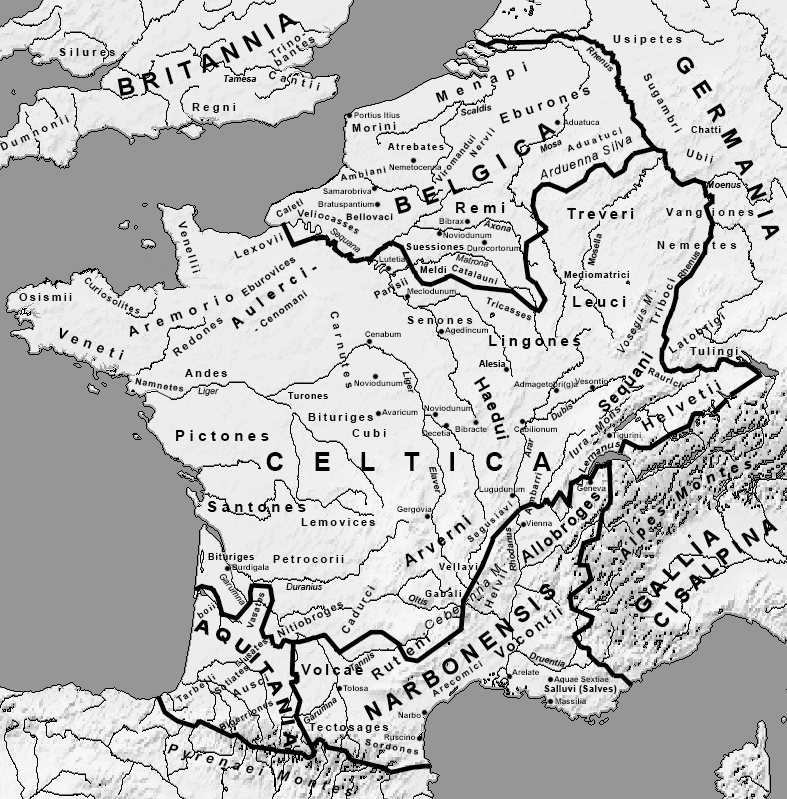
Kaart van Gallië aan de vooravond van de Gallische oorlog

Na zijn consulschap werd Caesar proconsul. Hij koos de provincies Gallia Cisalpina (nu Noord-Italië) en Illyria (nu Kroatië). Naar het noordwesten lag echter de grensprovincie Gallia Transalpina, het latere Gallia Narbonensis. Toen de proconsul van deze provincie overleed, kreeg hij deze provincie erbij. Mogelijk nam hij deze provincie op eigen initiatief over met toestemming van Pompeius. Omwille van de grensligging kreeg Caesar het bevel over vier legioenen. Gallia Transalpina werd namelijk bedreigd door Gallische stammen.
De Gallische stammen waren sterk verdeeld, maar vormden af en toe allianties. Elk stam had een eigen koning, sloeg eigen munten en vocht regelmatig onderling met andere stammen. Ze werden echter door de Romeinen gevreesd, omdat ze rond 390 v.Chr. Rome hadden geplunderd na de slag aan de Allia. Sommige stammen, zoals de Aedui, waren bondgenoten van de Romeinen, maar door een onderlinge oorlog waren ze verzwakt. De regio was onstabiel geworden. Caesar kreeg eerst te maken met een volksverhuizing van de Helvetii. Zij kwamen uit wat nu Zwitserland is en werden opgejaagd door Germaanse stammen. Ze wilden naar het westen trekken, maar kwamen zo door Gallia Narbonensis. Caesar greep in om de doorstroom te stoppen. Bij het huidige Genève lag een brug over de Rhône. Caesar liet deze vernietigen. Dit hield de stroom vluchtelingen tijdelijk tegen, maar deze trok verder naar het noorden om van daaruit alsnog westwaarts te keren, buiten Romeins gebied. Hierdoor kwamen ze door het gebied van de Aedui (in het huidige Bourgogne). Deze riepen de hulp van Caesar in. Caesar zou hier zijn eerste slag in Gallië voeren. De Helvetii waren geen partij tegen de oorlogstactieken van het Romeinse leger.
De hulpvraag van de Aedui was voor Caesar een excuus om meer gebieden te veroveren en zo trok hij met zijn leger door Gallië. Hiervoor had de senaat geen opdracht geven, wat van deze daad van Caesar hoogverraad maakte. Met dit risico had Caesar echter wel de kans om naam te maken in Rome. Hij maakte veel gebruik van de verdeel-en-heerstactiek. De Belgae zagen in Caesar een bedreiging en verenigden zich tegen hem. In 57 v.Chr. veroverde hij hun gebieden. Het jaar erop volgden Normandië en Bretagne. Wanneer de Germaanse Usipetes en Tencteri over de Rijn kwamen, keerde hij zich tegen hen en richtte hij een massamoord aan die naar eigen zeggen geen van hen in leven liet, hoewel de suggestie van 430.000 doden ongetwijfeld overdreven was. Terwijl de Senaat in Rome besprak of deze wapenfeiten gevierd moesten worden met een supplicatio, greep Caesars tegenstander Cato de Jongere de gebeurtenissen aan om de veldheer in het nauw te drijven. Hij oordeelde dat Caesar een wapenstilstand had verbroken en/of gezanten had mishandeld en eiste dat hij – om de vervloeking tot zijn persoon te beperken – zou worden overgeleverd aan de uitgemoorde stammen.
Om indruk te maken op de Romeinen had Caesar ondertussen in tien dagen een houten brug over de Rijn laten bouwen. Hij liet zijn troepen het gebied binnendringen en alle gewassen vernietigen om zo een hongersnood te veroorzaken. Hierna liet hij de brug weer afbreken. Caesar zou ook tweemaal een poging doen om ook Groot-Brittannië in te nemen, maar moest zich beide keren terugtrekken. Tijdens zijn veldtochten schreef hij zijn eigen memoires. Er kwam elk jaar een boek uit in de serie Commentarii de bello Gallico, die gretig gelezen werd in Rome. Caesar zag erop toe dat deze propagandawerken geen eenvoudig te ontmaskeren leugens en fouten bevatten. Dankzij hem is er nu nog vrij veel bekend over de Galliërs, daar deze laatste zelf geen schrift kenden. De hoofdstad was sterk verdeeld over Caesar. De ene groep vond hem een oorlogsmisdadiger - hij opereerde grotendeels op eigen initiatief - en anderen vonden hem een held. Steeds meer soldaten uit legereenheden elders in het rijk sloten zich bij hem aan.

Overgave van Vercingetorix aan Julius Caesar. Schilderij van Lionel-Noël Royer uit 1899.

Na een hongersnood in Gallië en grote opstanden wist een van de Gallische koningen, Vercingetorix, in 52 v.Chr. de Gallische stammen te verenigen. Meerdere slagen volgden. Aangezien Caesar geen aanvoerlijnen vanuit het Romeinse Rijk had, moesten hij en zijn troepen leven van wat ze op het land vonden. Vercingetorix leek onverslaanbaar, totdat hij zich verschanste in de ommuurde stad Alesia. Caesar omsingelde de stad met een eigen houten muur en het Beleg van Alesia volgde. Toen Caesar hoorde dat er Gallische versterkingen kwamen liet hij een tweede muur bouwen. Op deze manier omsingelden de Galliërs de Romeinen die op hun beurt weer de Galliërs omsingelden. Alesia werd uitgehongerd. Op een gegeven moment vroeg Vercingetorix of de Romeinen de vrouwen en kinderen wilden laten gaan, maar Caesar weigerde. Toen de buitenste muur werd aangevallen zag Caesar hierin een kans en liet de aanvallers van buitenaf met een tangbeweging insluiten, waarna de Galliërs verslagen werden. Vercingetorix gaf zich over en werd zes jaar later in Rome, tijdens de Triomftocht van Caesars overwinningen in Gallië, gewurgd. Hij zou overigens in de 19e eeuw een nationaal symbool voor Frankrijk worden.

### Burgeroorlog

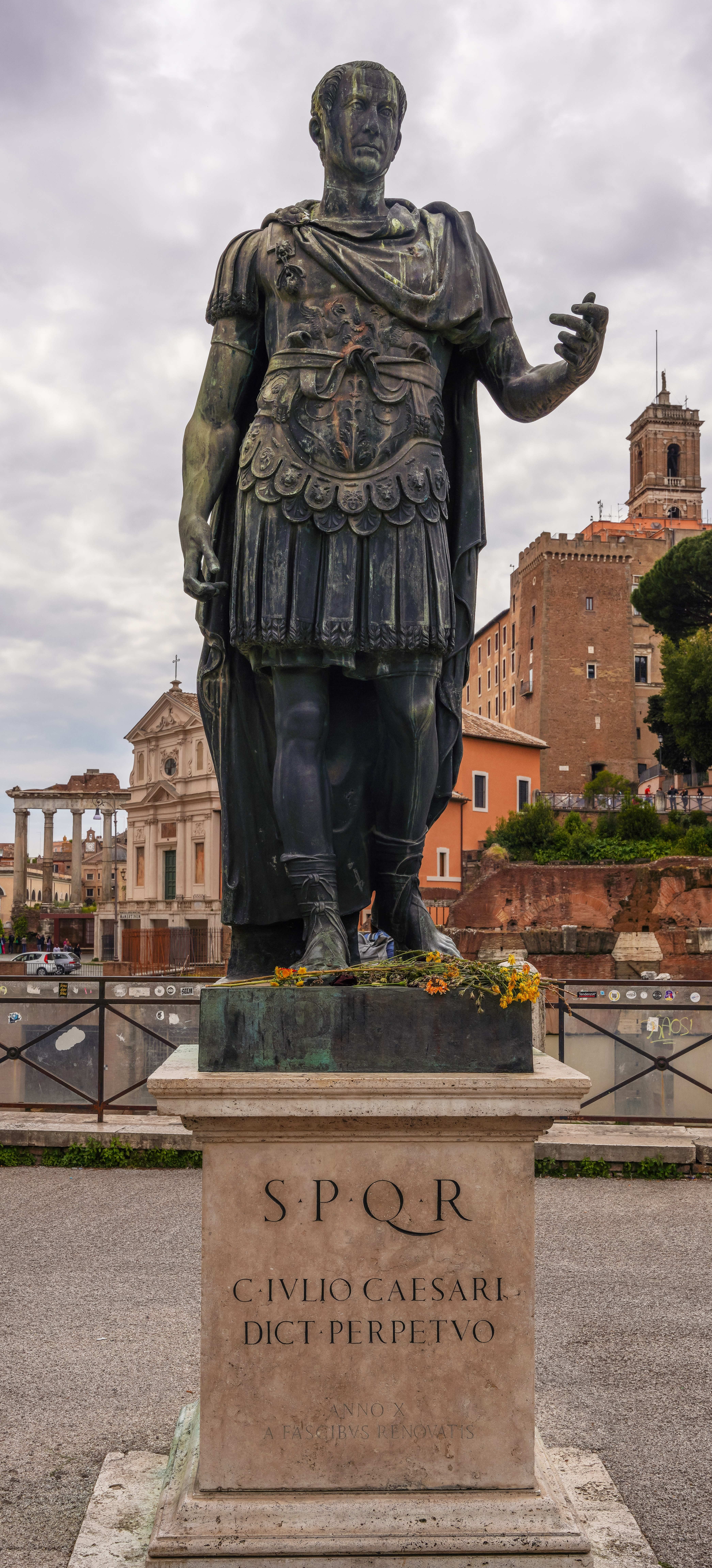
Standbeeld van Julius Caesar aan de Via dei Fori Imperiali, Rome

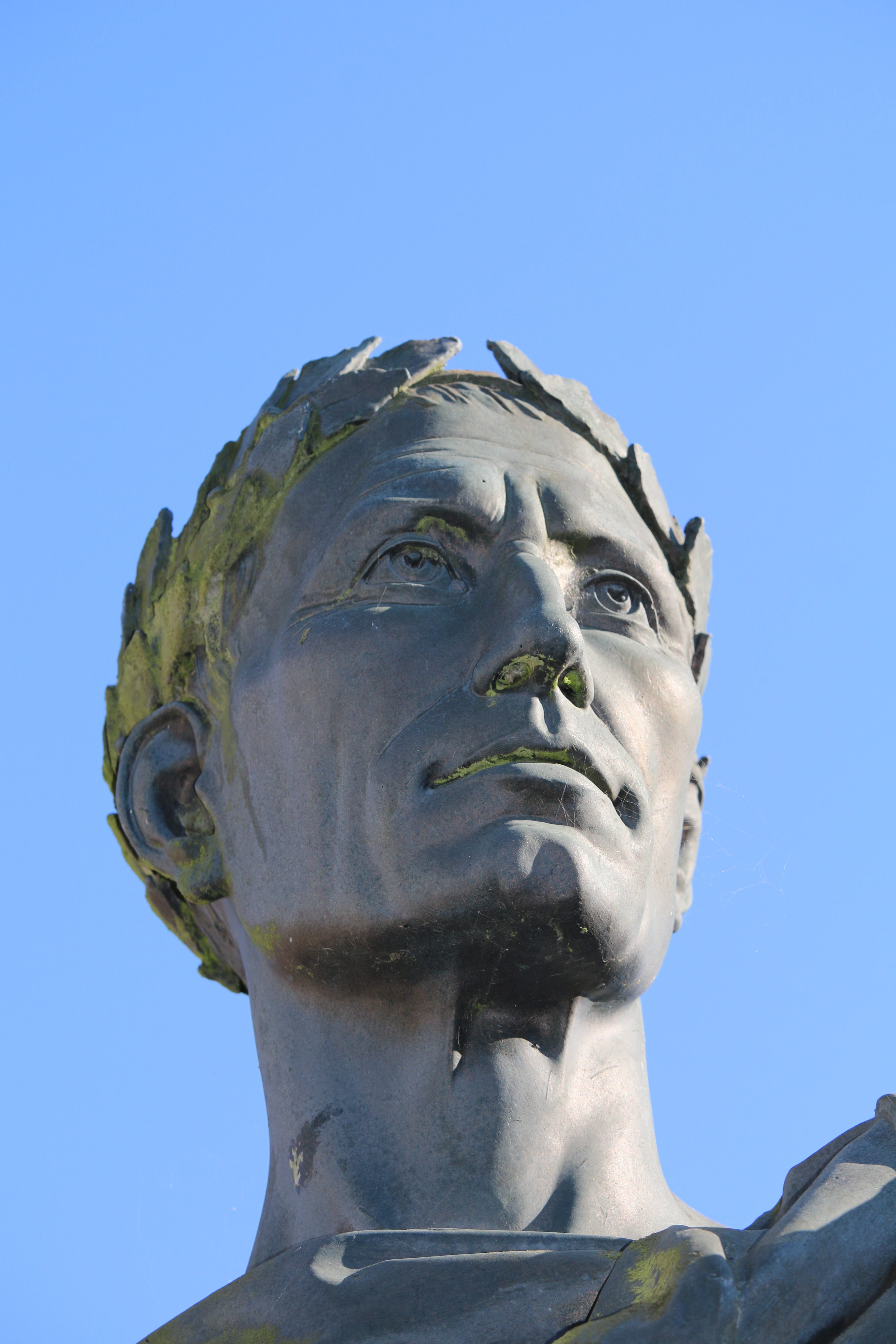
Standbeeld van Julius Caesar, Velzeke-Ruddershove

Intussen was het triumviraat ten einde gekomen. Pompeius en Crassus zagen Caesar, door zijn succes, steeds meer als een bedreiging. In 54 v.Chr. stierf de dochter van Caesar in het kraambed wat de relatie met Pompeius bekoelde. Caesar bood hem een nieuwe bruid in de vorm van zijn achternicht, maar Pompeius sloeg dit aanbod af. Een jaar later stierf Crassus die zelf succes op zijn naam wilde zetten door de Parthen aan te vallen. 20.000 Romeinse soldaten vonden hierbij de dood en Crassus zelf werd gevangen genomen en gedood. Pompeius werd hierna Consul van Rome. Hij was een vijand van Caesar geworden.
In 50 v.Chr. beval de senaat aan Julius Caesar om terug te keren naar Rome. Zijn termijn als consul was afgelopen, hij was tot staatsvijand (hostis) uitgeroepen en Caesar moest terechtstaan voor vele aanklachten van corruptie en machtsmisbruik. Dit was een unaniem besluit van de senaat. Brutus (zoon van Servilia, de vroegere maîtresse van Caesar) was een van de senatoren, maar waarschijnlijk had hij geen andere keuze. Caesar was overigens wel populair bij een groot deel van de bevolking. Ook omdat door het bewind van Pompeius de stad tot wanorde was vervallen, waar straatbendes vrij spel hadden. In 49 v.Chr. kwam hij ook terug. Door Italië loopt de rivier de Rubicon. Ten noorden van deze rivier was Caesar consul en genoot hij onschendbaarheid en hij mocht zijn troepen niet meenemen ten zuiden van de rivier. Caesar lag met zijn leger aan de Rubicon. De hele avond moet hij peinzend langs het water hebben gelopen. Hier sprak hij in het Grieks woorden die in het Latijn vertaald werden als "Alea iacta est" ("De teerling is geworpen" oftewel "Er is geen weg terug"). De volgende dag trok hij met zijn leger in geforceerde dagmarsen naar Rome. En niet om het voor de stadspoorten te ontbinden.
De senaat en Pompeius, die nu volledig samenwerkten, hebben de stad niet verdedigd. Toen zij merkten dat de Italische steden voor Caesar kozen en dat Caesar door zijn milde optreden iedereen voor zich won, gaf men Italië op. De zwakte van hun positie was het gevolg van een nederlaag die een van Pompeius' medestanders tegen Caesar had geleden. Diens troepen marcheerden nu met de overwinnaar mee op Rome af. Pompeius en zijn medestanders vluchtten met een deel van het leger naar het zuiden richting Brindisi. Hij had gedacht dat Caesar de stad over zou nemen en daar genoegen mee zou nemen. Dit bleek niet het geval. Caesar vroeg de senaat om geld om oorlog tegen Pompeius te voeren en toen men dit weigerde kwam hij het geld zelf in beslag nemen. De oorlog die volgde was zowel een persoonlijke vendetta als de strijd tussen de populares (hervormers) en de optimates (die de macht van de senaat/elite zoveel vast wilden houden). Caesar probeerde Pompeius in Brindisi gevangen te nemen, maar deze vluchtte met zijn troepen in alle beschikbare boten naar de andere kant van de Adriatische Zee. Caesar moest eerst nieuwe boten laten maken, voordat ze over konden. Caesar liet het toezicht in Brindisi over aan Marcus Antonius en ging eerst naar Spanje om daar de medestanders van Pompeius te verslaan en bij terugkomst, toen een deel van de boten klaar was, stak hij met een deel van zijn troepen over. Marcus Antonius zou volgen met het restant van de troepen als de rest van de boten klaar was. Er was immers haast bij, want in de tussentijd sloten legereenheden uit verschillende delen van het land zich bij Pompeius aan. In 48 v.Chr. volgde eerst de Slag bij Dyrrhachium waar Pompeius de kans had om Caesar helemaal te verslaan, maar overmoedig geraakt hem de kans gaf om zich terug te laten trekken. Hierna volgde de Slag bij Pharsalus waar Caesar definitief won. Caesar nam 20.000 soldaten gevangen en vele senatoren. Caesar bood zijn tegenstanders clementie, waaronder ook aan Brutus. Een belangrijk punt hierbij is dat Pompeius altijd stelde dat als iemand niet aan zijn kant stond dit zijn tegenstander was. Caesar uitte zich anders. Hij stelde dat als iemand niet (actief) tegen hem was deze dus een potentiële bondgenoot was. Hiermee bood hij mensen de mogelijkheid om zich makkelijker bij hem aan te sluiten. Marcus Antonius werd naar Rome gestuurd om orde op zaken te stellen en Caesar zou Pompeius achterna gaan.

### Egypte en Cleopatra

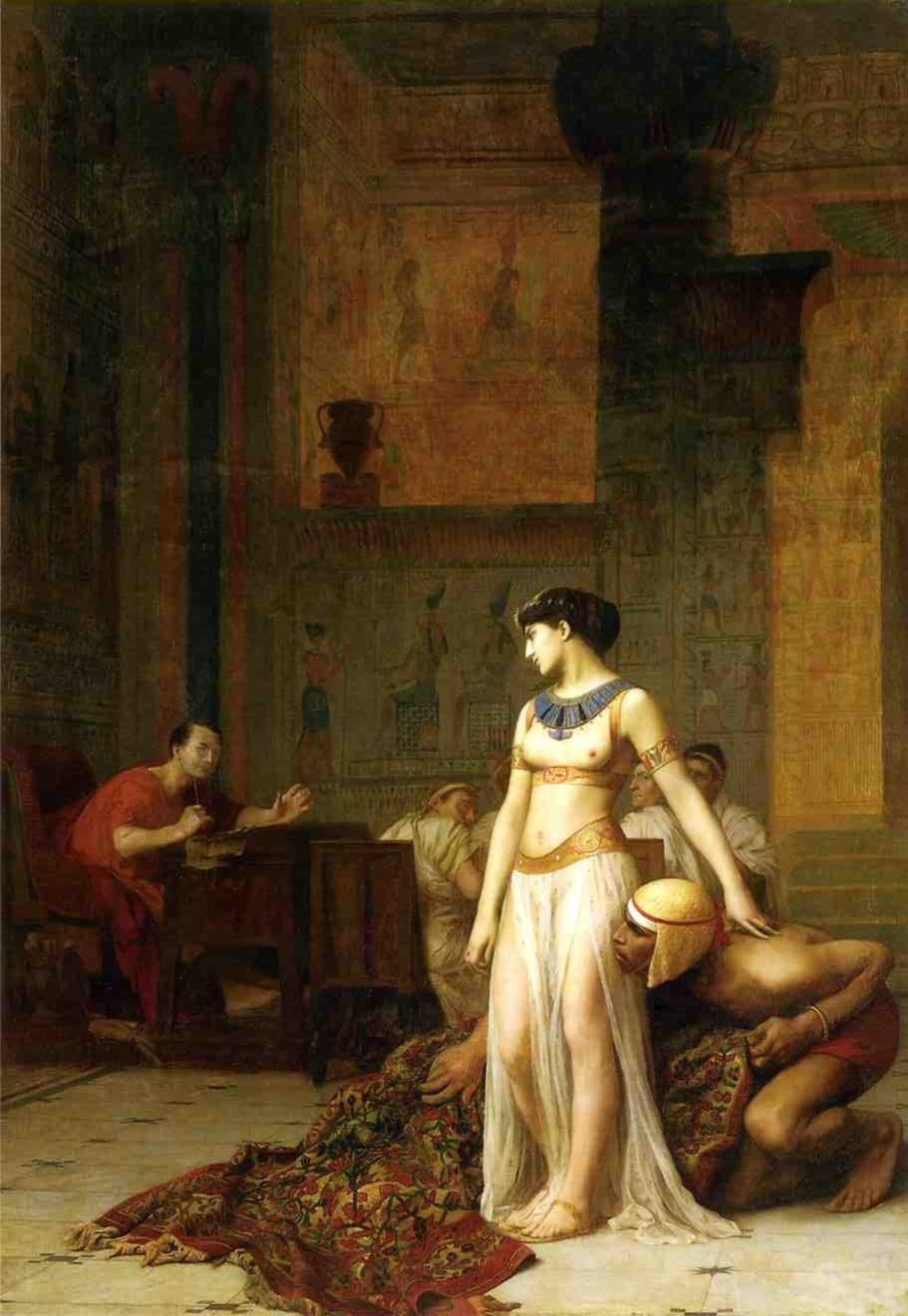
Caesar en Cleopatra, geschilderd door Jean-Léon Gérôme.

Caesar doorzag dat Egypte de meest logische plek was voor Pompeius om heen te vluchten om daar steun te zoeken. Dit bleek inderdaad het geval. Rome was afhankelijk van de graanaanvoer uit Egypte en Pompeius had in het verleden veel geld geleend aan de Egyptenaren. Toen Caesar aankwam in Alexandrië bood farao Ptolemaeus XIII hem het hoofd van Pompeius. Het schijnt dat Caesar geschokt was toen hij hoorde dat Pompeius in het bijzijn van zijn vrouw was onthoofd. Ptolemaeus had hiermee partij gekozen voor Caesar, maar wilde hier ook zijn steun voor terug. Ptolemaeus XIII was zelf in een machtsstrijd verwikkeld met zijn zus Cleopatra VII en had het leger van Caesar nodig om haar te verslaan.
Op een avond wist Cleopatra hem in het paleis te bezoeken. Hier doen verschillende verhalen de rond over haar entree. Zo zou ze in een tapijt gewikkeld zijn binnengesmokkeld en bij het uitrollen aan zijn voeten zijn verschenen. Het bracht Caesar echter in een nog gevaarlijker positie, want nu moest hij partij kiezen. Als hij haar zou laten gaan zou Ptolemaeus hem immers als tegenstander zien. Hij besloot partij voor haar te kiezen. Mogelijk speelde haar charme (niet haar schoonheid) hier een grote rol in. Twee veldslagen volgden die de geschiedenis ingingen als de Alexandrijnse Oorlog. De eerste slag, de belegering van Alexandrië werd uitgevochten in de haven waarbij ook nog eens de beroemde bibliotheek gedeeltelijk door brand beschadigd werd. Caesar was bereid grote risico’s voor haar te nemen en moest zelfs tijdens de gevechten de haven overzwemmen om te overleven. Ptolemaeus werd verslagen en tijdens zijn vlucht verdronk hij in de Nijl.
Caesar installeerde Cleopatra als nieuwe farao, waarmee Egypte definitief een vazalstaat van het Romeinse Rijk werd. Om hun overwinning te vieren maakten de twee een cruise over de Nijl waarbij Cleopatra waarschijnlijk zwanger werd van Caesar.

### Dictator

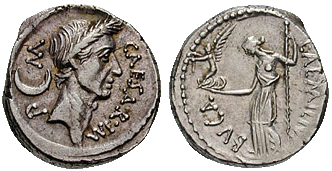
Caesar was de eerste levende Romein die op een Romeinse munt werd afgebeeld: een denarius met een gelauwerde buste van Caesar met omschrift CAESAR IM P M en een halvemaan erachter op de voorzijde en Venus met Victoria in haar hand en het omschrift L. AEMILIV[S] BVCA (muntslager) op de keerzijde (februari-maart 44 v.Chr.).

Bij terugkeer in Rome trof hij nog steeds een hoofdstad in wanorde aan. Marcus Antonius, die tijdelijk de stad zou regeren, terwijl Caesar in Egypte zat, had geen orde op zaken weten te stellen. De senaat had Caesar reeds in 48 v.Chr. aangesteld tot dictator voor een periode van 10 jaar, met de opdracht de Republiek te herstellen. Allereerst kreeg Caesar de lof die hij opeiste. Er werden maar liefst vier triomftochten gehouden, wat nog nooit eerder vertoond was. Ook Vercingetorix werd uit de gevangenis gehaald en door de straten gesleept om daarna alsnog gewurgd te worden. Ook de Egyptische Arsinoë IV (zus van Cleopatra en Ptolemaeus) werd op dezelfde manier vernederd, maar Caesar schonk haar genade. Het verhaal gaat dat de soldaten vulgaire liederen zongen tijdens de optochten, wat als uiting van respect gezien werd. Ook gaven ze hem de titel Imperator die de Romeinse heersers na hem over zouden nemen. Er werden feesten gegeven met eten voor de hele stad en grootse gladiatorengevechten. Op het Marsveld werd een zeeslag nagespeeld.
Caesar wilde grote hervormingen door de senaat sluizen wat hem uiteraard in conflict bracht. Er stonden immers te veel belangen op het spel. Hij liet land uitdelen aan oud- soldaten, voor een deel in het veroverde Gallië. Ook liet hij 18.000 mensen uit het dichtbevolkte Rome overplaatsen naar Gallië en bood hij tevens een aantal Gallische stammen (die destijds partij voor hem hadden gekozen) een plek in de senaat aan. Ook voerde hij belastingen op luxegoederen in en om de werkloosheid te bestrijden startte hij een aantal grote bouwprojecten in de stad. Een van de bouwprojecten was het Forum van Caesar met daarin de Tempel van Venus Genetrix waar hij een standbeeld van Cleopatra liet plaatsen. 
Een belangrijke hervorming was ook de invoering van de juliaanse kalender in 45 v.Chr., geïnspireerd op de Egyptische kalender en als correctie op de Romeinse kalender. Op advies van de Alexandrijnse astronoom Sosigenes legde Caesar een jaar van gemiddeld 365,25 dagen vast, door om de vier jaar een schrikkeldag (extra dag) toe te voegen. Dit was een belangrijke hervorming, omdat voor die tijd de Romeinse kalender vrij geïnterpreteerd werd, jaren soms korter en dan weer langer duurde en vaak naar believen werd aangepast. Zijn eigen geboortemaand noemde hij naar zichzelf: juli. Tegenwoordig wordt de gregoriaanse kalender gebruikt, die slechts op details verschilt van de juliaanse.
Met Brutus bouwde Caesar ook een band op en mogelijk zag hij hem als opvolger. Dit veranderde echter, toen Cleopatra in Rome verscheen met haar zoon Caesarion waarvan ze beweerde dat Caesar de vader was. Caesar had tussendoor nog in Noord-Afrika en Spanje gevochten tegen aanhangers en familieleden van Pompeius die toch weer legers op de been hadden gekregen. Terug in Rome beledigde hij de senaat doorlopend door ze voor het blok te zetten en zo waarschijnlijk zijn hand overspeelde. Hij kondigde nog grotere bouwprojecten aan, o.a. een grote bibliotheek naar het voorbeeld van de bibliotheek in Alexandrië en de herbouw van Carthago.
De leden van de senaatspartij waren het niet eens met de reorganisatie van het staatsbestel (dictatuur), omdat de laatste keer dat zij een koning hadden (Lucius Tarquinius Superbus) hij de Romeinen alle rechten ontnam. Ondanks dat Caesar waarschijnlijk geen koning wilde worden waren de Romeinen hier toch bang voor. Zij wilden het Republikeinse staatsbestel behouden, hoewel dat oude systeem slecht berekend was op de gigantische omvang die het Rijk gekregen had. De angst werd gevoed, doordat Caesar zich steeds meer als koning ging gedragen. Zo droeg hij purperen mantels, liet zijn gezicht afbeelden op munten en zijn verjaardag werd uitgeroepen tot nationale feestdag.
In 44 v. Chr. kondigde Caesar een oorlog tegen de Parthen aan. Waarschijnlijk wilde de senaat deze oorlog kostte wat het kost voorkomen. Brutus was mogelijk de spil in het complot, niet in de laatste plaats, omdat hij hem hoopte op te volgen, in plaats van Caesarion.

### De moord op Caesar

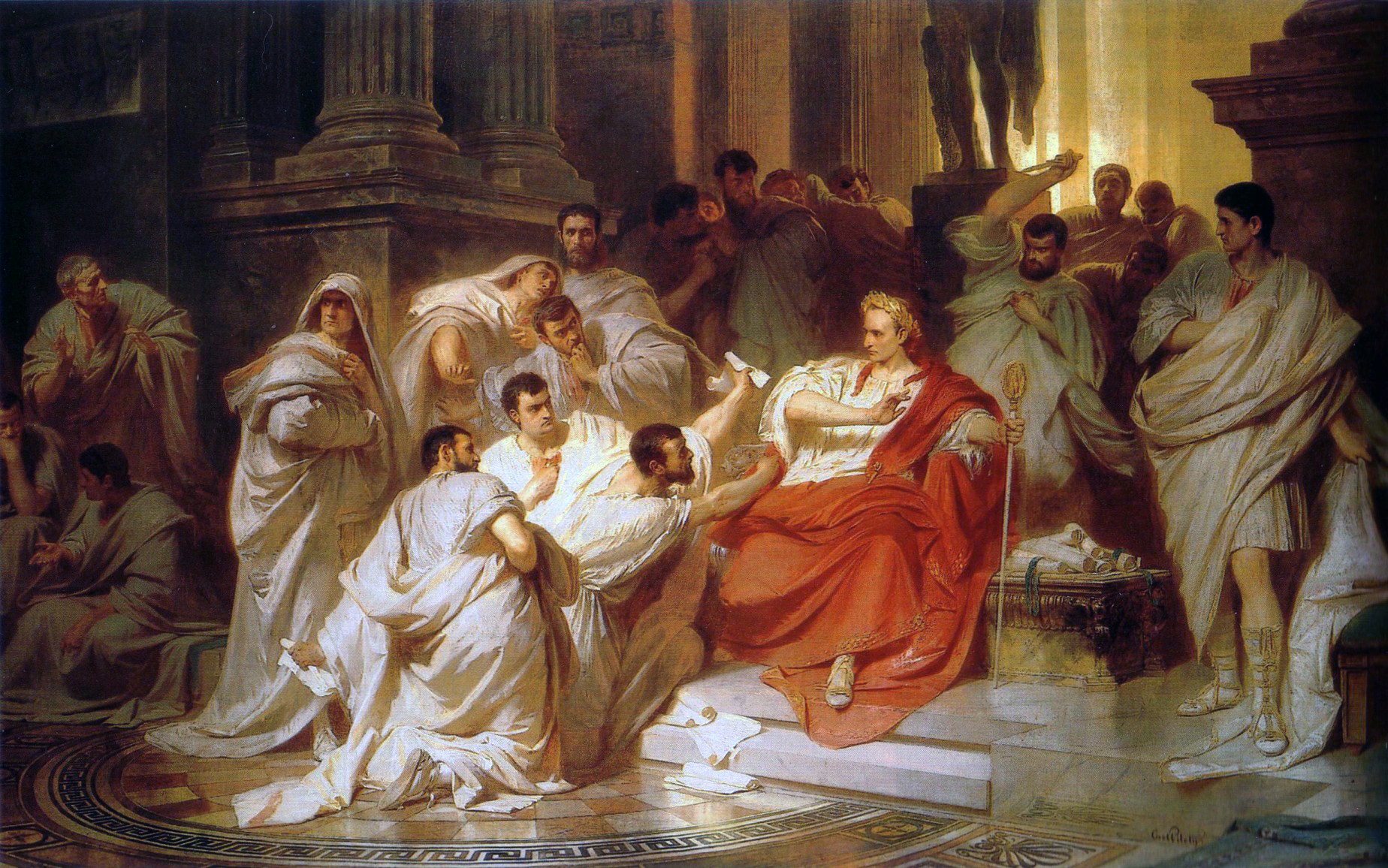
De dood van Julius Caesar (reproductie naar een anoniem schilderij, 1904).

In de eerste weken van maart zou Caesar, volgens Suetonius, door een waarzegger (augur) zijn gewaarschuwd voor de Idus van maart. Deze dag in het midden van de maand zou gevaar brengen. Waarzeggerij in velerlei vorm was in Rome populair en werd ook van staatswege gebruikt. Caesar hechtte aan de voorspelling geen geloof.
Caesars vrouw Calpurnia Pisonis vertelde haar man van de dromen waarin zij werd gewaarschuwd voor gevaar; ook deze dromen negeerde Caesar.
Op 15 maart, de Idus van maart, van het jaar 44 v.Chr. vond er een aanslag op zijn leven plaats. Dit was slechts een paar dagen voor het begin van de veldtocht tegen de Parthen, maar de Idus van maart had ook een symbolische betekenis. Het was namelijk de dag waarop schulden werden vereffend. Op die dag werd de vergadering van de senaat in de tempel van Venus bij het Theater van Pompeius gehouden. De Curia Julia op het Forum werd op dat moment gerestaureerd na een brand, terwijl de Curia Cornelia door Caesar tot tempel was omgevormd. Onderweg naar de vergadering zou iemand hem nog een waarschuwing op papier gegeven hebben. Zodra Caesar binnenkwam, stonden alle senatoren op als teken van respect. Enkele mannen gingen achter de stoel van Caesar staan, terwijl de rest naar hem toeliep. Cimber trok met beide handen de mantel van Caesars rug waarbij Caesar uitriep: "vanwaar dit geweld", waarna Casca zijn dolk trok en Caesar in de nek probeerde te steken. Caesar kon zich echter nog net omdraaien, zodat hij alleen een ondiepe snee opliep. Caesar stak Casca met zijn griffel, waarbij hij de arm van Casca doorboorde. Geen van de senatoren en toeschouwers die dit zagen durfden iets te doen en allen deinsden geschrokken achteruit. Ze durfden niet weg te rennen en ook niet te proberen Caesar te helpen. Vervolgens trokken alle samenzweerders hun wapens en duwden ze Caesar heen en weer, terwijl ze hem met hun messen en zwaarden steek- en snijwonden toebrachten. De moordenaars raapten hem op en duwden hem tegen het standbeeld van zijn oude vijand Pompeius. Ze probeerden hem zo vaak mogelijk te raken en liepen hierbij ook zelf verwondingen op. Uiteindelijk liep Caesar drieëntwintig dolksteken op.
Volgens sommige bronnen sprak Caesar zijn laatste woorden toen hij onder zijn aanvallers het gezicht van Marcus Junius Brutus zag, die hij min of meer als zijn zoon beschouwde. Hij riep in het Grieks "καὶ σύ, τέκνον;" ("kai su, teknon?"). Dat kan vertaald worden met: "ook jij, mijn kind?". Deze uitspraak is ook bekend in de latere, Latijnse versies: "Et tu, Brute?" ("Ook gij, Brutus?", dat teruggaat op William Shakespeares Julius Caesar) of "tu quoque, fili mi?" ("ook jij, mijn zoon?"). Hierna trok Caesar zijn mantel over zijn hoofd en stortte op de grond. Dit lijkt echter een geromantiseerde voorstelling van de gebeurtenis te zijn, die in latere eeuwen is verzonnen. De 2e-eeuwse geschiedschrijvers Suetonius en Cassius Dio meldden expliciet dat Caesar stierf zonder een woord te zeggen.
Enkele dagen na de moord organiseerde Marcus Antonius een uitvaartplechtigheid voor Caesar op het Forum Romanum.

### Politiek na de dood van Caesar

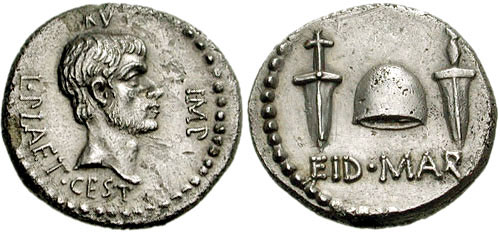
Munten uit 42 v. Chr. waarop Brutus staat afgebeeld en aan de achterkant twee dolken en de Idus van maart wordt benoemd.

De moordenaars hadden geen plan om de macht na de dood van Caesar volledig naar zich toe te trekken, wat nochtans de enige manier was om de oude republiek te kunnen herstellen. Ook hadden ze een kapitale fout gemaakt: ze hadden Marcus Antonius laten leven, omdat het volgens Brutus fout zou zijn geweest ook hem te doden. Het was ten slotte hun bedoeling te voorkomen dat Caesar koning werd en door ook Caesars vrienden te doden zou juist de glans van hun tyrannicide verbleken.
Indien ze vooraf gepland hadden hoe ze na de moord de macht in Rome in handen konden houden, dan hadden ze wellicht kunnen bereiken dat de republiek voor enkele jaren hersteld werd. Nu bereikten ze enkel dat er een bloedige burgeroorlog uitbrak, die er zonder de moord op Caesar nooit zou zijn geweest.
Marcus Antonius zette een wraakactie op touw om de moordenaars te straffen, maar die waren allen gevlucht voor de woede van het Romeinse volk, dat bepaald niet blij was met de moord op Caesar. Marcus Antonius bracht het dode lichaam van Caesar naar buiten en liet het op een baar leggen. Naast de dode Caesar onthulde hij de namen van de moordenaars en na een melodramatische necrologie las hij het testament van Caesar voor. De dictator bleek zijn tuinen aan de stad te hebben vermaakt en aan iedere burger 300 sestertiën. De menigte stond verbijsterd. De scepsis ten opzichte van Caesar sloeg om in een wilde verering. De mensen richtten een gigantische brandstapel op van allerlei materiaal. En aan de vlammen die hoog om Caesars lijk opvlamden, ontstaken zij fakkels om de huizen van de moordenaars in brand te steken.
Zo kreeg Marcus Antonius de macht in Rome in handen. Maar de samenzweerders bezetten verscheidene provinciae, terwijl Marcus Brutus en Cassius met een legertje in de buurt van Rome lagen. Er diende zich evenwel een onverwachte concurrent voor Antonius aan, Caesars achterneef en bij testament geadopteerde zoon Gaius Octavius Thurinus, die zich vanaf dan Gaius Julius Caesar noemde en in de brieven van Marcus Tullius Cicero ook Octavianus werd genoemd (ter onderscheiding van zijn overleden adoptievader). Deze was nog geen negentien jaar oud en Antonius lijkt aanvankelijk te hebben gedacht dat deze jongen niet tegen hem kon opboksen. Brutus sloeg de hand aan zichzelf toen hij twee jaar later, in 42 v.Chr., door Marcus Antonius in de slag bij Philippi in Griekenland was verslagen.
Caesar liet drie vierde van zijn bezit na aan zijn adoptiezoon, Gaius Julius Caesar (Octavianus). Na nog een aantal jaren van burgeroorlogen wist Octavianus zijn meeste tegenstanders uit te schakelen en verleende de senaat hem in 27 v.Chr. de eretitel Augustus (de verhevene). Verder kende de senaat Augustus een aantal bevoegdheden toe waardoor hij als princeps ("eerste") kon regeren en de rust in het rijk herstellen. Zo werd de jonge Octavianus de alleenheerser die Caesar had willen zijn en kreeg het Romeinse volk alsnog één grote almachtige leider. Na Octavianus volgden nog vele andere keizers.

## Huwelijken
Caesar huwde in 85 of 84 v.Chr. Cornelia Cinna minor, de dochter van consul Lucius Cornelius Cinna, die de leider van de populares was. Hij verbrak voor dit huwelijk zelfs zijn verloving met Cossutia, de dochter van een rijke equitesfamilie, hoewel dit mogelijk ook te maken had met zijn ambitie om flamen Dialis te worden: deze moest immers getrouwd zijn volgens de confarreatio (een huwelijk met een speltkoek), dat voorbehouden was voor huwelijken binnen de patricische families.
In 68 v.Chr., één jaar na de dood van Cornelia, huwde Caesar Pompeia Sulla, de kleindochter van Quintus Pompeius Rufus maior en Lucius Cornelius Sulla, beiden overtuigde optimates die als consules van 88 v.Chr. zich fel verzet hebben tegen de tribunicia potestas, het voornaamste wapen van de populares. De intussen pontifex maximus geworden Caesar, die toentertijd ook praetor was, zal in 62 v.Chr. van haar scheiden nadat Publius Clodius Pulcher een opmerkelijke entree in diens huis gemaakt zou hebben. Hoewel Pompeia geen directe schuld trof, vond Caesar dat het zijn vrouw niet betaamde zelfs maar vermeld te worden in dergelijke roddels.
In 59 v.Chr. huwde Caesar ten slotte Calpurnia Pisonis, de dochter van Lucius Calpurnius Piso Caesoninus, die was verkozen tot consul voor 58 v.Chr..
In de winter 48 v.Chr. - 47 v.Chr. kreeg Caesar een affaire met de Egyptische koningin Cleopatra bij wie hij een zoon Ptolemaeus XV Caesarion verwekte. Deze affaire duurde vermoedelijk tot zijn dood.

## Caesar als literator

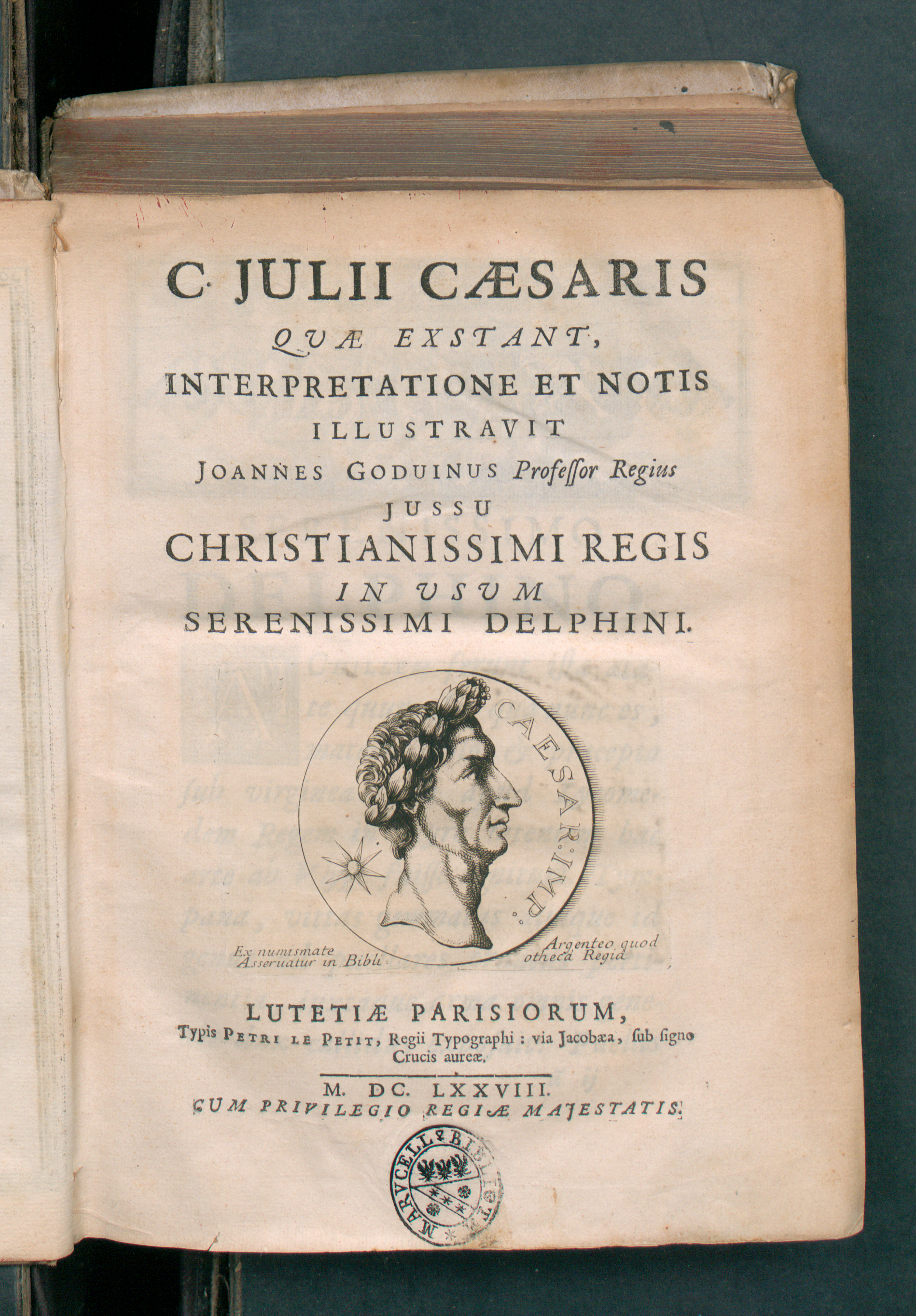
C. Iulii Caesaris quae extant, 1678

Caesar hield zich veel bezig met redevoering en literatuur. Van zijn werken hebben we enkel nog Commentarii de bello Gallico, een van de oudste teksten over militaire geschiedenis en Commentarii de bello civili. Deze bestaan respectievelijk uit zeven en drie boeken. Caesar schreef naast proza ook poëzie (onder andere epigrammen), maar die zijn verloren gegaan, evenals zijn redevoeringen, de Anti-Cato (een pamflet gericht tegen de nagedachtenis van Cato, hoewel aan Caesars auteurschap getwijfeld wordt), en de analogica (een grammaticale verhandeling).
In De bello Gallico wordt over de verovering van Gallia verteld. Later werd er aan dit werk door zijn adjudant Aulus Hirtius een achtste boek toegevoegd over de jaren 51 en 50 v.Chr.
De bello civili handelt over de twee eerste jaren van de burgeroorlog tussen Pompeius en Caesar in 49 en 48 v.Chr. Aulus Hirtius voegde ook hier een boek aan toe over de verdere strijd in Alexandrië; anderen voegden er nog aan toe over de strijd in Africa en Hispania.

### Publicaties
- Laudatio Iuliae amitae (68 v. Chr.)
- Commentarii de Bello Gallico (ca. 50-40 v. Chr.)
- Commentarii de Bello Civili (ca. 40 v. Chr.)
- Anticato (verloren polemiek)
- De analogia (verloren werk)

## Caesar als innovator
Caesar was niet alleen actief als politicus en militair, maar voerde als pontifex maximus ook een nieuwe kalender, de juliaanse kalender in. De nieuwe kalender, ingevoerd vanaf 1 januari 45 v.Chr., een bedenksel van de sterrenkundige Sosigenes, was niet meer gebaseerd op de cyclus van de maan, maar volgde het zonnejaar. Hij voerde als eerste de schrikkeldag in, maar plaatste hem wel achter aan de maand waar vroeger de schrikkelmaand op volgde. Hij zou ook als eerste gebruik hebben gemaakt van een Caesarcijfer.

## Caesar als veldheer
Geschiedkundigen beschouwen de veldheerkunst van Caesar als van hetzelfde niveau als die van militaire genieën als Alexander de Grote, Hannibal, Dzjengis Khan, Napoleon Bonaparte, Saladin en Mehmet II Hoewel hij zo nu en dan tactische nederlagen leed, zoals bij de Slag bij Gergovia en de Slag bij Dyrrhachium gedurende de Burgeroorlog, heeft Caesar zijn tactische talent meer dan eens aangetoond door zulke daden als de omwalling van Alesia gedurende de Gallische Oorlog, het verpletterend verslaan van de strijdkrachten van Pompeius gedurende de Burgeroorlog en de complete vernietiging van het leger van Pharnaces II bij de Slag bij Zela.
Dat Caesar in staat was om succesvol campagne te voeren op elk terrein en onder alle weersomstandigheden is te danken aan de strikte maar faire discipline van zijn legionairs, wier bewondering en toewijding wijd en zijd bekend waren. Dit omdat hij legionairs promoveerde op basis van bekwaamheid en niet op basis van hun (adellijke) afkomst. Caesars infanterie en cavalerie waren eersteklas en hij maakte zwaar gebruik van de formidabele Romeinse artillerie; andere factoren die hem zo effectief op het slagveld maakten, waren de voortreffelijke ingenieurskwaliteiten van zijn leger (in het leger wordt dit onderdeel van de strijdkrachten de genie genoemd) en de legendarische snelheid waarmee hij zijn troepen wist te verplaatsen. (Caesars leger marcheerde soms tot 40 mijl per dag).
Zijn leger bestond uit 40.000 infanterie en vele cavaleristen, met enige bijzondere legereenheden, zoals de genie. Hij verhaalt in zijn Commentarii de bello Gallico dat gedurende de belegering van een Gallische stad welke gebouwd was op een erg steil en hoog plateau, zijn genie in staat was een tunnel te graven door vast gesteente en het begin van de bron te vinden waarmee de stad van water werd voorzien, en deze om te leiden ten nutte van het leger. De stad, afgesneden van zijn eigen watertoevoer, capituleerde onmiddellijk.

## Persoonlijkheid
Wij kennen Caesar door zijn gepubliceerde en bewaard gebleven relaas van de verovering van Gallië, door zijn daden en door de beschrijvingen die anderen van hem geven.

### Caesar in zijn eigen voorstelling
Caesar laat zich in zijn De bello Gallico kennen als een koelbloedig man. Hij neemt, in een originele verteltrant, een zekere afstand van zijn eigen gedrag door het verhaal in de derde persoon te schrijven. Hij schrijft dus "Hij belegerde" wanneer hij over zichzelf schreef.
«Eo cum de improviso celeriusque omnium opinione venisset, Remi, qui proximi Galliae ex Belgis sunt, ad eum legatos Iccium et Andebrogium miserunt.»
«Bij zijn door niemand verwachte en onverwacht snelle aankomst zonden de Remers, de Belgen die het dichtst bij Gallië wonen, hun leiders Iccius en Andecombogius, als gezanten tot hem.»
CAES., De bello Gallico II 3.1.
Gezien zijn verdere optreden kan dit niet als bescheidenheid worden begrepen.
Ook spreekt hij vaak van zijn "gebruikelijke genade" bij de behandeling van vijanden.

### Caesars publieke en private optreden
Caesar was in de eerste plaats ambitieus. Hij wist zich, als aristocraat, voorbestemd om over Rome te regeren. Zijn welbespraaktheid, militair inzicht en politieke genie waren de basis van zijn succes. Caesar had ten tijde van zijn dood de republiek geknecht, maar het is onduidelijk gebleven welke toekomst hij voorzag voor de Romeinse republiek. Een aangeboden kroon, teken van het herstel van het koningschap, weigerde hij.

### Caesar in de ogen van zijn biografen
Tijdgenoten en de biografen uit de eerste eeuw na Caesars dood schreven over Caesar in de wetenschap dat zijn erfgenamen en opvolgers de absolute macht in Rome bezaten. Zij konden niet vrijuit over Caesar schrijven.
In de De Vita Caesarum van Gaius Suetonius Tranquillus wordt Caesar dan ook geportretteerd als een militair genie dat slachtoffer wordt van politieke intriges.

### Het beeld van Caesar in latere eeuwen
«He was as great as a man can be without being moral.»
Ronald Syme over Caesar.
Caesar was al in de Middeleeuwen, samen met Alexander de Grote, een van de typische helden van de hofcultuur en de ridderromans. In de renaissance bleef zijn aanzien groot. William Shakespeare maakte van Caesar ook een toneelheld en in de twee grafredes in het drama wordt Caesar zeer gunstig, als een ambitieus, maar nobel mens en weldoener beschreven.
Tijdens de Franse Revolutie stond Brutus in hoger aanzien dan Caesar, maar onder Napoleon I was Caesar de inspiratie voor Napoleons rol als keizer.
Gaius Suetonius Tranquillus, kanselier van keizer Hadrianus, is een belangrijke bron van kennis over Caesar. Voor zijn De Vita Caesarum, een politieke biografie van de twaalf eerste imperatores kon hij immers putten uit het voor ons verloren gegane Romeinse rijksarchief.
Suetonius schetst Caesar als een ongewoon hardnekkig man. Al vroeg, tijdens de samenzwering van Catilina, was hij, de praetor, slechts met dreiging met geweld ertoe te bewegen om de reddeloos verloren zaak van Catilina te laten rusten. Ook als rechter kenmerkten drammerigheid en een opvallende vooringenomenheid Caesars optreden.
Suetonius behandelt het seksleven van zijn onderwerpen uitgebreid en methodisch. Over Caesar schrijft hij dat een zekere Ruffio een van Caesars "schandknapen" was. In verband met Caesars verblijf in Bithynië vermeldt hij de vele onweersproken geruchten over Caesars affaire met de koning en de onbarmhartige plagerijen van de Romeinse soldaten die spotversjes en liedjes over de homoseksuele en heteroseksuele escapades van Caesar, die zij als een "bok" beschreven, maakten.
Verder kenschetst Suetonius Caesar als dapper, een goede en trouwe vriend en benadrukt hij Caesars vrijgevigheid. Caesars vaak genoemde gevatheid en wrange humor lijken hiermee moeilijk te verenigen en maakten veel vijanden.
Plutarchus, een Griek, putte uit bronnen die wij niet meer kennen. Ook hij benadrukt Caesars bijtende geestigheid. Wij leren Caesar kennen als plagerige en arrogante pestkop. Een, in verband met de moord veelzeggend voorbeeld daarvan was dat Caesar de tribunus plebis Marullus afzette, omdat deze, na de mislukte " kroning" op het feest van de lupercaliën, diegenen die Caesar hadden toegejuicht arresteerde. Caesar noemde Marullus daarbij een "Brutus", ofwel domkop. Dat was een riskante provocatie van de republikeinen, want een Brutus stichtte de Romeinse Republiek. Plutarchus noemt ook Caesars vallende ziekte, die achteraf als epilepsie is geïnterpreteerd en kaalheid.

## Beroemde uitspraken
Beroemde uitspraken van Caesar zijn:
- «Horum omnium fortissimi sunt Belgae, propterea quod a cultu atque humanitate provinciae longissime absunt, minimeque ad eos mercatores saepe commeant atque ea quae ad effeminandos animos pertinent important, proximique sunt Germanis, qui trans Rhenum incolunt, quibuscum continenter bellum gerunt.» - «Van hen (d.i. de Galliërs) allemaal zijn de Belgen de dappersten, omdat ze het verst verwijderd zijn van de cultuur en de beschaving van de provincia, omdat er slechts zeer zelden kooplui tot bij hen reizen en die dingen invoeren, die bijdragen tot het verwekelijken van de geesten, en ze vlak bij de Germanen, die over de Rijn wonen, met wie ze voortdurend oorlog voeren.» - Caesar schrijft over de verschillen tussen de Gallische volkeren (Commentarii de bello Gallico I 1.3.).
- «Alea iacta est» (de teerling is geworpen) - deze uitspraak zou gedaan zijn bij het oversteken van de Rubicon in 49 v.Chr., maar is waarschijnlijk niet in het Latijn uitgesproken - Caesar citeerde de Griekse toneeldichter Menander.
- «Veni, vidi, vici» («ik kwam, ik zag en ik overwon») - berichtje aan een vriend en als inscriptie tijdens zijn triomftocht meegedragen om zijn snelle overwinning (vijf dagen nadat hij de grens is overgestoken) in de slag bij Zela op koning Pharnaces van Pontus, zoon van Mithridates VI, samen te vatten (47 v.Chr.).[21]
- «Divide et impera» («verdeel en heers»), waarmee Caesar zijn strategieën en overwinningen bedoelde. Met verdeel bedoelde hij het volgende: Caesar liet soldaten, verkleed als andere Galliërs, lichte plunderingen verrichten bij Gallische stammen, waardoor deze niet meer als één groep tegenover Caesar stonden, maar als kleine groepjes. Caesar kon deze dan makkelijker overheersen (impera).
- «Et tu, Brute?»[22] (Ook gij, Brutus?), volgens sommige bronnen de laatste woorden die Julius Caesar zou hebben gesproken tot Brutus, een protegé van hem, toen Brutus en zijn medesamenzweerders hem in het senaatsgebouw vermoordden. Men neemt aan dat Caesar eerder «Tu quoque, fili mi?» («Jij ook, mijn zoon?») gezegd zou hebben, of in het Grieks: «καὶ σὺ τέκνον; (Kai su, teknon?)»[23] (Jij ook, [mijn] kind?). Suetonius zelf[23] geloofde eerder dat hij stierf zonder iets te zeggen.

## Trivia

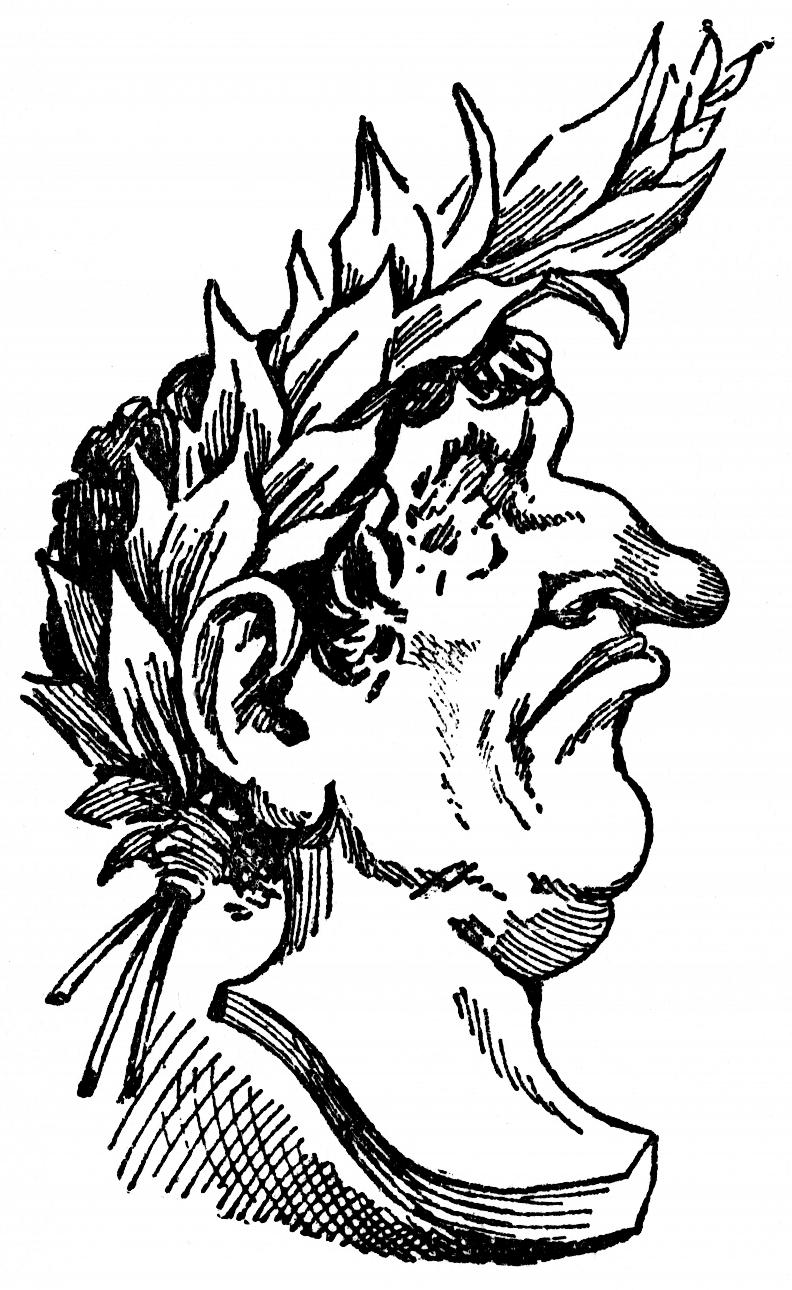
Tekening van Julius Caesar

- De titels keizer en tsaar zijn aan Caesars naam ontleend. Dit komt doordat de Romeinen de C uitspraken zoals wij de K uitspreken en AE spraken zij uit als AI. De Romeinen zeiden dus eigenlijk Kaisar (zoals in het Duits nog altijd de uitspraak is), waarvan dan weer makkelijk in het Nederlands keizer te maken is. Caesar zelf is nochtans nooit keizer geweest, hij was wel uitgeroepen tot dictator voor het leven, in tegenstelling tot zijn adoptiezoon Octavianus. (Het is dan ook van zijn adoptiezoon dat de naam Caesar is overgeleverd, daar deze na zijn adoptie zich Gaius Julius Caesar liet noemen.)
- Van de keizersnede (sectio caesarea, in het Frans: césarienne) beweert men dat zij die naam draagt, omdat Caesar ermee zou zijn geboren, wat zeer onwaarschijnlijk wordt geacht, omdat zijn moeder zijn geboorte overleefde. Waarschijnlijker is dat de term is afgeleid van de stam van het Latijnse werkwoord caedere, hetgeen 'snijden' betekent.
- De Italiaanse schrijver Francesco Carotta beweert dat Jezus dezelfde persoon was als Caesar. Het zou alleen door de jaren heen een eigen verhaal zijn gaan vormen, waardoor het nu lijkt alsof het twee verschillende personen waren.[24] Het waarheidsgehalte van deze stelling en de kwaliteit van zijn onderzoek wordt echter in brede kring betwijfeld.[25]
- Het is bekend dat Julius Caesar linkshandig was.
- In de documentaire Who killed Julius Caesar (2024) wordt er door modern forensisch onderzoek, voornamelijk psychologisch gebaseerd op oude geschriften, geopperd dat Caesar wist dat hij vermoord zou worden. In de weken voor de moord waren er reeds enkele tekenen geweest, dat Caesar meer en meer leed van zijn epilepsie. O.a. door te blijven zitten op momenten dat hij normaal moest rechtstaan, probeerde hij volgens de onderzoekers te verdoezelen dat hij zich bevuild had (diarree) door een kleine aanval van temporale epilepsie. Toen hij vernam dat er een moordcomplot op til was, zou hij dit geaccepteerd hebben, om zo te sterven in alle waardigheid en zodat zijn aftakeling niet zichtbaar zou worden.[26] Hij sloeg de waarschuwingen in de wind en stuurde zijn lijfwacht weg.